# Navire de guerre russe, va te faire foutre (timbre)
Navire de guerre russe, va te faire foutre (en ukrainien : Російський військовий корабель, іди …! ; en russe : Русский военный корабль, иди …!) est un timbre postal émis par Ukrposhta, le service postal ukrainien. Conçu par l'artiste Boris Grokh et mis en service le 12 avril 2022, il fait référence à la bataille de l'île des Serpents survenue le 24 février 2022 lors de l'invasion de l'Ukraine par la Russie. Au cours de cet incident, les treize soldats ukrainiens présents sur l'île, avaient répondu par cette phrase lapidaire au croiseur lance-missiles Moskva qui exigeait leur reddition.
Deux jours après l'émission du timbre, l'Ukraine annonce avoir frappé le croiseur Moskva avec deux missiles Neptune et l'avoir gravement endommagé. En fin de journée du 14 avril 2022, il est annoncé que le Moskva a coulé, même si le ministère de la Défense russe nie qu'il s'agisse d'une frappe ukrainienne et soutient que ce naufrage est dû à un incendie d'origine inconnue. Cependant, les services secrets américains confirment le lendemain que ce sont bien deux missiles ukrainiens qui ont coulé le croiseur.
Le 1er mars 2022, Ukrposhta, le service postal ukrainien, a lancé un concours de conception de timbres sur le thème de la phrase. Le 12 mars 2022, la première vice-ministre des Affaires étrangères Emine Dzhaparova a annoncé que le travail de l'artiste Borys Grokh avait remporté le vote populaire d'Ukrposhta pour l'esquisse du timbre. Ukrposhta a émis la série de timbres-poste commémoratifs le 12 avril.